# ليلى فيراي
ليلى فيراي هي ممثلة تركية ولدت في 8 مايو 1993.

## الحياة الفنية
ولدت ليلى فيراي في إسطنبول. بعد تخرجها من جامعة كوتش للإعلام والفنون البصرية ، بدأت حياتها المهنية في التمثيل بمسلسل تركي “أحببته كثيرًا”.بعد ذلك ، شاركت في العديد من الأعمال التلفزيونية.

### أعمالها
- أحببته كثيرًا (مثل سينيم) 2013
- باسا جونلوم (توركان) 2014
- ثلاثة أصدقاء (جول بيري أكسيكي) 2014
- القرن الرائع (عائشة سلطان) 2016 / 2017
- أخي 2 (ليلى) (فيلم) 2017
- نهضة السلاجقة العظمى (جوهر خاتون) 2020
- سرنا نحن الإثنين (نيفا) 2021

## روابط خارجية
ليلى فيراي على موقع قاعدة بيانات الأفلام على الإنترنت